# Акче-Калье (Марказі)
Акче-Калье (перс. اقچه قلعه) — село в Ірані, у дегестані Баят, у бахші Новбаран, шагрестані Саве остану Марказі. За даними перепису 2006 року, його населення становило 584 особи, що проживали у складі 150 сімей.

## Клімат
Середня річна температура становить 12,68 °C, середня максимальна – 32,26 °C, а середня мінімальна – -11,26 °C. Середня річна кількість опадів – 280 мм.
| Клімат поселення                              | Клімат поселення | Клімат поселення | Клімат поселення | Клімат поселення | Клімат поселення | Клімат поселення | Клімат поселення | Клімат поселення | Клімат поселення | Клімат поселення | Клімат поселення | Клімат поселення | Клімат поселення |
| Показник                                      | Січ.             | Лют.             | Бер.             | Квіт.            | Трав.            | Черв.            | Лип.             | Серп.            | Вер.             | Жовт.            | Лист.            | Груд.            |                  |
| Середній максимум, °C                         | 7,58             | 10,10            | 15,39            | 21,52            | 26,31            | 32,04            | 32,26            | 31,24            | 26,77            | 21,10            | 13,69            | 8,20             |                  |
| Середня температура, °C                       | −1,84            | 0,66             | 5,96             | 12,08            | 16,89            | 22,61            | 26,01            | 24,99            | 20,50            | 14,84            | 7,45             | 1,96             |                  |
| Середній мінімум, °C                          | −11,26           | −8,75            | −3,45            | 2,66             | 7,47             | 13,20            | 19,74            | 18,72            | 14,26            | 8,59             | 1,18             | −4,3             |                  |
| Норма опадів, мм                              | 41               | 37               | 48               | 39               | 31               | 5                | 1                | 1                | 0                | 12               | 25               | 40               |                  |
| Середньомісячна швидкість вітру, м/с          | 1.89             | 2.49             | 3.26             | 3.33             | 2.76             | 2.68             | 2.73             | 2.60             | 2.32             | 2.30             | 1.73             | 1.99             |                  |
| Середньомісячна сонячна радіація, кДж/м²·день | 8414             | 11594            | 14240            | 17860            | 22036            | 26596            | 25895            | 23676            | 20297            | 14748            | 10505            | 8361             |                  |
| --------------------------------------------- | ---------------- | ---------------- | ---------------- | ---------------- | ---------------- | ---------------- | ---------------- | ---------------- | ---------------- | ---------------- | ---------------- | ---------------- | ---------------- |
| Джерело:                                      |                  |                  |                  |                  |                  |                  |                  |                  |                  |                  |                  |                  |                  |